# Afanasij Moisiejenkow
Afansij Anisimowicz Moisiejenkow (ur. 1910 we wsi Koniuchowo k. Smoleńska, zm. w kwietniu 1980 w Smoleńsku) – funkcjonariusz NKWD, jeden ze sprawców zbrodni katyńskiej.
Skończył szkołę podstawową, w latach 1932-1935 żołnierz Armii Czerwonej, następnie w NKWD, od 1934 członek Komsomołu, od 1940 członek WKP(b). Od 1937 nadzorca więzienia śledczego Zarządu NKWD obwodu smoleńskiego (UNKWD), w stopniu starszego sierżanta. Brał udział w mordowaniu polskich jeńców w Katyniu i 26 października 1940 wraz z 124 innymi funkcjonariuszami NKWD został za to nagrodzony przez Ławrientija Berię. Od 1954 starszy nadzorca więzienia Zarządu KGB obwodu smoleńskiego.

## Odznaczenia
- Order Czerwonego Sztandaru (1954)
- Order Czerwonej Gwiazdy (1950)
- Medal „Za zasługi bojowe” (1946)

i 2 inne medale.